# Número estrela
Um número estrela é um número figurado, poligonal centrado que representa um hexagrama. Os três primeiros números estrela são:
| 1 |  | 13                                                |  | 37 |
| - |  | ------------------------------------------------- |  | --- |
| * |  | * · * · * · * · * · * · * · * · * · * · * · * · * |  | * · * · * · * · * · * · * · * · * · * · * · * · * · * · * · * · * · * · * · * · * · * · * · * · * · * · * · * · * · * · * · * · * · * · * · * · * |

O n-ésimo número estrela é dado pela fórmula:
{\displaystyle En=6*n*(n-1)+1}

O tabuleiro do jogo de damas chinês tem 121 buracos.

Os primeiros quarenta números estrela são:
1, 13, 37, 73, 121, 181, 253, 337, 433, 541, 661, 793, 937, 1093, 1261, 1441, 1633, 1837, 2053, 2281, 2521, 2773, 3037, 3313, 3601, 3901, 4213, 4537, 4873, 5221, 5581, 5953, 6337, 6733, 7141, 7561, 7993, 8437, 8893, 9361. (OEIS A003154).
O {\displaystyle n}-ésimo número estrela é constituído de um ponto central e 12 números triangulares de ordem ({\displaystyle n-1}), fazendo-o numericamente igual ao {\displaystyle n}-ésimo número dodecagonal centrado.
A raiz digital de um número estrela é sempre 1 ou 4.
Ex:
- 1 -> 1
- 13 -> {\displaystyle 1+3=4}
- 37 -> {\displaystyle 3+7=10} -> {\displaystyle 1+0=1}
- 73 -> {\displaystyle 7+3=10} -> {\displaystyle 1+0=1}
- 121 -> {\displaystyle 1+2+1=4}

Estrela primo é um número estrela que é também um número primo. Os primeiros são 13, 37, 73, 181, 337, 433, 541, 661, 937.(OEIS A083577)